# Isoglossa nervosa
Isoglossa nervosa är en akantusväxtart som beskrevs av C. B. Cl.. Isoglossa nervosa ingår i släktet Isoglossa och familjen akantusväxter. Inga underarter finns listade i Catalogue of Life.